# Nicolas Müller (Snowboarder)

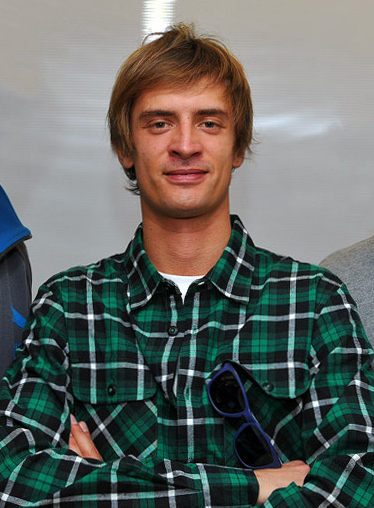
Nicolas Müller (2009)

Nicolas Müller (* 25. April 1982 in Zürich) ist ein Schweizer Snowboarder und Skateboarder aus Aarau. Er wohnt in Laax.

## Leben und Karriere
Nicolas Müller fuhr ab 2000 Snowboard professionell und gehörte zur Weltspitze.
Sein Stance ist regular, 0° hinten und vorne 18°. Er war massgebend an der Entwicklung des Müllair von Gnu beteiligt.
Von ihm oft gezeigte Skateboardtricks in der Halfpipe sind Alley-Oops und per Kicker BS Misty 720° Japan. Am liebsten boardet er nach eigenen Angaben in Japan oder in Laax. Der Best Trick in der Halfpipe ist ein Haakon Flip, per Kicker ein Switch BS 720°.
2006, 2008 und 2013 wurde er im Snowboarder Magazine von Fahrerkollegen wie Shaun White, Travis Rice, Travis Parker und Danny Kass zum Rider of the Year gewählt sowie 2013 auch von Transworld Snowboarding zum Rider of the Year.
2011 wirkte er im Dokumentarfilm The Art of Flight mit, und seit 2012 ist er Mitinhaber von Absinthe films, die Filme über das Snowboarden dreht.
Er ist Mitgründer der AlpenPionier AG, die Hanf als Nutzpflanze in den Alpen wieder ansiedeln will, um daraus Lebensmittel zu fertigen.

## Verschwörungstheorien
Im Jahr 2020 verbreitete Müller in den sozialen Medien an seine über 200'000 Follower verschiedene Verschwörungstheorien,  unter anderem zu Bill Gates, der hinter der weltweiten Corona-Pandemie stecken soll, oder Freimaurer, die Regierungen infiltrieren und so eine neue Weltordnung schaffen wollen. Weitere Beiträge drehten sich um den Mobilfunkstandard 5G, der die Menschheit zerstören soll, oder dass der US-Multi-Milliardär George Soros Sponsor eines «Rassenkriegs» sei.
Im gleichen Jahr trennten sich sein Ausrüster «Thirty Two» und Oakley sowie sein langjähriger Snowboard-Sponsor «Gnu» von ihm, ohne Gründe anzugeben.

## Erfolge
- 2001: Freestyle.ch 1. Platz, Zürich
- 2002: Air & Style 4. Platz
- 2003: Air & Style 3. Platz
- 2004: Air & Style 2. Platz
- 2005: Air & Style 4. Platz
- 2005: Burton European Open in Laax 3. Platz
- 2005: Toyota Big Air in Japan, 3. Platz
- 2005: Nissan X-Trail Jam in Tokio, 1. Platz
- 2006: Toyota Big Air in Japan, 1. Platz
- 2006: Burton Abominable Snow Jam Quaterpipe, 1. Platz
- 2007: O'Neill Evolution in Davos, 1. Platz QP
- 2007: Snickers Classic in Saas Fee, 1. Platz SS
- 2007: King of Popcorn 2007 in Saas Fee
- 2008: Hit the Chees in St. Moritz, 1. Platz
- 2012: X Games Real Snow Backcountry, Gold 1. Platz
- 2012: Red Bull Super Natural in Kanada, 3. Platz
- 2013: Red Bull Ultra Natural in Kanada, 2. Platz
- 2015: Sudden Rush Laax in Laax, 3. Platz
- 2016: Sudden Rush Laax in Laax, 4. Platz